# Symmachia titiana
Symmachia titiana is een vlindersoort uit de familie van de prachtvlinders (Riodinidae), onderfamilie Riodininae.
Symmachia titiana werd in 1870 beschreven door Hewitson.